# کیست هیگروما
هیگرومای کیستیک نوعی ناهنجاری لنفاوی است. این ناهنجاری یک رشد غیرطبیعی است که به‌طور معمول روی گردن یا سر نوزاد ظاهر می‌شود. ناهنجاری مذکور از یک یا چند کیست تشکیل شده و به مرور زمان بزرگتر می‌شود. این اختلال معمولاً زمانی ایجاد می‌گردد که جنین هنوز در رحم است، اما می‌تواند پس از تولد نیز ظاهر شود.